# Volker Brockmann
Volker Brockmann (* 19. November 1952 in Halvestorf) ist ein deutscher Politiker. Von 2003 bis 2008 war er Mitglied des Niedersächsischen Landtags. Er ist verheiratet und hat zwei Kinder.

## Ausbildung und Beruf
Nach dem Abitur studierte Brockmann in Göttingen Biologie, Geographie und Sport für das Lehramt an Grund- und Hauptschulen. In den Jahren 1978 bis 1982 war er an der Orientierungsstufe Bückeburg, anschließend bis zu seiner Wahl in den Landtag an der Orientierungsstufe Nord in Hameln als Lehrer tätig.

## Politik
Seit 1976 ist Brockmann Mitglied der SPD. Seit 1979 ist er im Vorstand des Ortsvereins Halvestorf/Haverbeck vertreten und seit dem Jahr 2000 dessen Vorsitzender. Im Jahr 1981 wurde er Mitglied im Ortsrat von Halvestorf. Ab 1986 ist er außerdem Ratsherr und Beigeordneter der Stadt Hameln. Dort war er seit 1996 erst stellvertretender SPD-Fraktionsvorsitzender, bis er 2011 den Vorsitz übernahm. Im Jahr 2003 wurde Brockmann über die Landesliste in den Niedersächsischen Landtag gewählt, dem er bis 2008 angehörte.